# Теково
Теково — село в Королівській громаді Берегівського району Закарпатської області України.

Розташоване на лівому березі Тиси, в 6 км від Виноградова. На території села знаходиться залізнична станція Гудя на лінії Королево — Дяково. Населення — 1500 осіб.
На території Текова працюють: восьмирічна школа, дитячий садочок, будинок культури, бібліотека, фельдшерсько-акушерський пункт, відділення зв'язку, торговельний комплекс, магазини, ощадкаса.

## Історія
На території Текова виявлені залишки поселення епохи пізньої бронзи (кінець II тисячоліття до н. Е..). З території Текового походять випадкові знахідки бронзових знарядь і зброї та мідні римські монети Константина Флавія, Констанція.
Спочатку село було на правому березі Тиси. В 1640-х роках велика повінь опустошила поселення. Побудовану там церкву розібрали і, як говорять народні перекази, на 109-ти парах волів котками перевезли на лівий берег, на який переселився і народ. Так із цієї місцевості стало село.
Цікавим є походження імені Теке. За основу може бути прийнята в турецькій мові «текеу» — козел, або, навіть, в старотурецькій мові — «теко шокол» — людина з рідкими бородою і вусами. Теково — це переклад на українську мову не дослівний, але більш прийнятний до села, ніж до якогось окремого будинку.
Вперше згадується в 1372 році. Утворення села було викликане необхідністю поромної переправи, біля якої невдовзі сформувалося поселення. Згодом воно стало ядром населеного пункту, що отримав назву Текегазо. Майже до середини ХІХ століття не було законодавчих обмежень щодо рибальства. Через Тису можна було поїхати до 1973 р. тільки на паромі, який працював на річці. З 1973 року ввійшов в експлуатацію міст через Тису.
У другій половині ХІІІ століття йшла вперта боротьба за Текегазо між сім'ями Гетені і Текегазі. Половина села в той час була вже у володінні роду Гетені. В 1372 році надор (вища судова особа в тодішній Угорщині) після довгих судових суперечок присудив їм і другу половину села. Зважаючи на те, що Текегазо знаходилося посередині Нялабського володіння і представляло ще більшу цінність через стратегічне розташування на Тисі, сім'я дрібних шляхтичів Гетені не змогла довго утримувати його у своїх руках.
Через декілька десятиліть село отримали воєводи Драг і Янош, що відзначалися зухвалістю. В 1405 році, коли Нялабське володіння передавалося новому володарю Пийтеру Перені, Текегазо було в акті прийому-передачі. Надалі воно не підпорядковувалося нікому іншому. В 1717 році під час татарської навали село втратило 4-х простолюдинів, але житла були суттєво зруйновані.
У березні-квітні 1919 року в селі була встановлена радянська влада.
Згідно з переписом 1921 року, в Текові було 214 будинків, в яких проживало 1048 мешканців, в тому числі 546 чоловіків та 542 жінки. За національністю 2 чехословаки, 477 русинів, 492 угорці, 72 євреї. Були поширені такі віросповідання:
44 римо-католики, 497 греко-католиків, 433 реформати, 74 юдеї.
Є в селі урочища: Старе Село, Нілош, Модьормезив, біля Чоби.
До 1946 року мало назву Текегазо. Село знаходиться на лівому березі Тиси між Королевом і Сасовом, на відстані 6 км від районного центру. Має залізничну станцію. З Виноградовом його сполучає автомобільно-пішохідний міст через Тису. В староугорській мові Теке означало власне ім'я. Ймовірно, так звали одного з перших власників будинку, навколо якого пізніше виросло поселення, назване Текегазо, що на українську мову перекладається як хата, будинок, дім Теке.
В 1925 році за ініціативою Ю. М. Уйфалоші і С. І. Попа створена сільська організація компартії Чехословаччини. Під час окупації села гортіївською Угорщиною тут діяла група підпільників, очолювана Ю. М. Уйфалоші. Деякий час тут переховувався Ф.Патакі, якого місцеві комуністи забезпечили відповідними документами для його перебування в Будапешті. 6 квітня 1944 року підпільників відслідкували та заарештували. 17 червня після жорстоких тортур на околиці Текегази в присутності примусово зібраного населення окупанти розстріляли Уйфалуші Юлія Михайловича, 1900 р.н., Уйфалуші Юлія Юлійовича, 1923 р.н., Панька Михайла Івановича, 1911 р.н., Параску Антона Юрійовича, 1907 р.н., Вайса Менделя Мойсейовича, 1903 р.н.
Крім того, партизани-підпільники Дудаш Степан Павлович, 1905 р.н., загинув у концентраційному таборі в Німеччині, Дубровка Михайло Юрійович, 1908 р.н., і Січ Юрій Васильович, 1894 р.н., загинули в Дахау.

У Другій світовій війні загинуло 7 теківчан, які воювали в рядах угорської армії. 27 жовтня 1944 року режим змінився на сталінський, 13 місцевих жителів було «добровільно мобілізовано» в ряди Червоної Армії, 6 із них загинуло. Восени 1944 року в концентраційні табори забрали 62 чоловіків, в основному угорців, 19 не повернулися додому.
Ще одною особливістю Текова є те, що воно постраждало від двох великих паводків 1998 і 2001 років. Були відбудовані більше 200-х осель, зруйнованих водою. Справжньою окрасою села стали дитсадочок та дев'ятирічна школа і фельдшерсько-акушерський пункт, які, згідно рішення уряду, були побудовані за кошти Донецької області. Сім'ям залізничників, які втратили житло, нові будинки, дуже добротні і красиві, спорудили будівельники Південної залізниці.
Дозволяє вижити і заняття народними промислами, рукоділлям. У селі багато вишивальниць, які у зимовий час відтворюють красу природи і лики святих. Найкращими вишивальницями зарекомендували себе Емма Дудаш, Марія Жупан, Ганна Озоганич, Ганна Кочерган, Ганна Криванич, Ганна Шуба.
Донедавна майже у кожній хаті стояли кросна — жінки ткали покрівці (доріжки). Є й такі, що в'яжуть спицями та крючком. Молодь облюбувала виготовлення виробів із бісеру.
Найбільш поширені прізвища у Текові: Параска, Панько, Ковчі, Гейруш, Олаг, Попович.

## Релігія
В Текові жила досить велика група етнічних євреїв. Про це свідчать переписи населення. Вперше євреї фігурують в Текегазі в 1840-му році в кількості 10 осіб, в 1880 році їх уже 86, через 30-ть років — 107, в 1921 році — 74, в 1930 — 55. За результатами останнього перепису населення перед депортацією в 1941 році, їх було лише 39 осіб. Зі згадок людей старшого покоління відомо, що вони мали свій молитовний будинок (синагогу). Розташовувалась вона по вул. Партизанській (стара назва Вошутутцо або Боснія). Споруду синагоги викупив Павло Уйфолуші, який розібрав її, а будматеріали використав для будівництва своєї хати на іншому будмайданчику.
Особливо славну історію має реформатська громада села. В 1667 році розпочали будівництво кам'яної мурованої церкви на 400 місць, навіть не здогадуючись скільки лихих годин чекає на неї в радянські часи. 14 січня 1962 року храм закрили. Директор школи хотів використати його під спортзал. Вірники просто не віддали йому ключів.
Особливо славну історію має реформатська громада села. В 1667 році розпочали будівництво кам'яної мурованої церкви на 400 місць, навіть не здогадуючись скільки лихих годин чекає на неї в радянські часи. 14 січня 1962 року храм закрили. Директор школи хотів використати його під спортзал. Вірники просто не віддали йому ключів.
В громади не було пастора протягом 22-х років, але вірники щонеділі збиралися в храмі молитися і співати хвалу Богу. Їх кожного разу штрафували на 50 карбованців, а в той час це були немалі гроші. Але це не зупинило вірників. Диригували співом Андрій Олаг і Йосип Ковчі. Чоловіки більше боялися, тому дзвонили, закликаючи до богослужінь, жінки. Багато людей, взагалі, боялися відвідувати церкву, тому йшли в Королево або Гудю.
В 1983 році церкву повністю забрали від громади, винесли і поламали, спалили все церковне дерев'яне начиння, зробивши в ній ритуальний похоронний зал. Правда, звідти похоронили лише двох одиноких людей, які не мали нікого з рідні. Вірники інших конфесій також саботували використання церкви, як намітила влада. Члени громади ходили молитися в навколишні села.
В липні 1989 року церкву повернули громаді. Люди з ентузіазмом взялися за відновлення храму. Все було готове в рекордні строки і вже 6 серпня 1989 року церкву знову освятили. А вже 6 листопада 1998 року Тиса вийшла з берегів і через лічені хвилини затопила село і церкву в тому числі. Вода в ній піднялася майже на півметра. Люди, незважаючи на біду вдома, кинулися рятувати храм. Вдалося винести престол, гармонію, орган, передні ряди сидінь. Зразу після повені підняли рівень підлоги на 30 см, стіни перебілили, вкрили ламберією. Покрівлю практично всю перекрили, поміняли і деякі балки. Служить тут тепер пастор Бейла Пелешкей.
Церква св. Петра і Павла. 1870.
храм св. Петра і Павла. 1870.
У 1751 р., за пароха Михайла Остапа згадують дерев'яну церкву св. арх. Михайла з одним дзвоном, вкриту соломою, в поганому стані, забезпечену сяк-так образами, крім великого вівтаря. Першим священиком, який служив в селі і якого вдалося встановити, був e 1668 році Плав'янський Степан.
У 1775 р. будують нову дерев'яну церкву «із найсильніших брусів», вежа якої ще не добудована. Ця церква стояла до спорудження мурованого храму.
Ще в 1797 р. державна комісія вирішила, що в Текові треба збудувати цегляну церкву, а дерев'яну перенести до Гуді.
У 1893 р. з цісарської скарбниці виділили 100 форинтів на ремонт церкви, проведений зусиллями священика Андрія Медвецького. На західній фресці склепіння зберігся підпис угорською «festett Adam Gyula 1917» — малював Юлій Адам 1917.
Греко-католицьку дерев'яну церкву вирішили перемістити без того, щоб її розбирати на частини. Про це ми дізналися офіційно з шематизму Мукачівської греко-католицької єпархії за 1864 рік. В ньому підтверджується, що церква була переміщена 11 січня 1841 року за допомогою 104 пар запряжених волів та коней, яких позбирали із сусідніх навколишніх сіл. Керував цією складною транспортною операцією, яку важко було б здійснити і в наш високомеханізований вік, Іван Липчей. Для пересування споруди використовувалися 6 велетенських стовбурів сосен, які служили котками на снігу та замерзлій поверхні Тиси.

## Населення
Згідно з переписом УРСР 1989 року чисельність наявного населення села становила 1607 осіб, з яких 744 чоловіки та 863 жінки.
За переписом населення України 2001 року в селі мешкали 1533 особи.

### Мова
Розподіл населення за рідною мовою за даними перепису 2001 року:
| Мова       | Відсоток |
| ---------- | -------- |
| українська | 72,64 %  |
| угорська   | 26,65 %  |
| російська  | 0,58 %   |
| білоруська | 0,06 %   |
| молдовська | 0,06 %   |

## Відомі люди
Родився 15.02.1863 — Буковський Дьордь, лікар — перший угорський фахівець з дезінфекції. Будучи піонером бактеріологічних та гігієнічних досліджень в Угорщині, він досяг принципово нових результатів в організації угорського громадського здоров'я та епідеміологічних досліджень. На основі закордонного досвіду він створив перший угорський інститут дезінфекції в Будапешті (відомий як Центральний інститут дезінфекції столиці Будапешта, 1892 р.).
Його ім'я пов'язане з розробкою правил роботи першого угорського інституту дезінфекції, визначенням його завдань та організацією системи епідеміологічної лікарні. Він розробив і організував охорону здоров'я. і під його керівництвом підготували сотні дезінфікуючих засобів, які відіграли значну роль у викоріненні епідемій у багатьох частинах країни.
Шуба Антон Михайлович — поет, 

## Туристичні місця
- храм св. Петра і Павла. 1870.
- Поблизу Текова розташований флористичний заповідник Чорна гора, площею 780 га. Тут ростуть: ковила прекрасний, шафран Банатський, липа повстяна, клокіча периста, кизил дикий. З тваринного світу в заповіднику водяться дикий кабан, лисиця, борсук, сарна, фазан та інші.